# IC 4225
IC 4225 ist eine linsenförmige Galaxie vom Hubble-Typ S0/a im Sternbild Jagdhunde am Nordsternhimmel. Sie ist schätzungsweise 245 Millionen Lichtjahre von der Milchstraße entfernt und hat einen Durchmesser von etwa 70.000 Lj.

Im selben Himmelsareal befinden sich u. a. die Galaxien NGC 5074, NGC 5127, IC 4226, IC 4227.
Das Objekt wurde am 6. Juni 1896 vom französischen Astronomen Stéphane Javelle entdeckt.